# Крыжополь
Крыжо́поль (укр. Крижопіль) — посёлок в Тульчинском районе Винницкой области Украины.

## Название
Посёлок получил своё название, как говорят, от большого креста, стоявшего у большой чумацкой дороги, и образовавшегося здесь села. Название переводится с пол. Krzyżopol [Кшижополь] «город креста», где Krzyż «крест» + pol ← греч. πόλις «город» (подобно «Ставрополь», где первая часть названия от греч. σταυρός «крест»).
В современном словоупотреблении ойконим «Крыжополь», наряду с реальным Урюпинском и вымышленным Мухосранском, используется в Интернете для обозначения «удалённого, провинциального города». В отличие от Урюпинска, ставшего синонимом русского провинциального города, Крыжополь чаще используют для обозначения провинциального города Украины.

## История

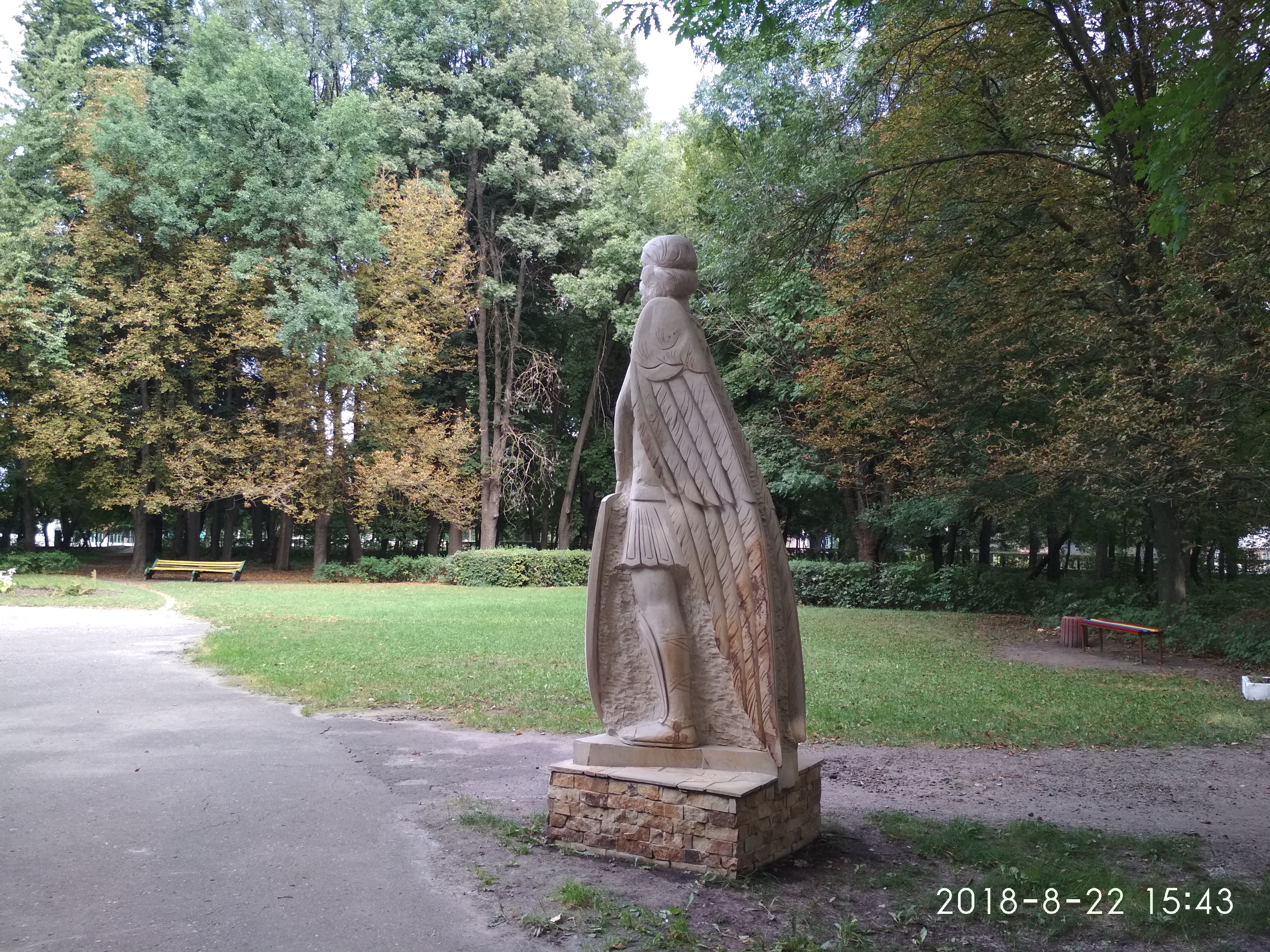
Парк культуры и отдыха

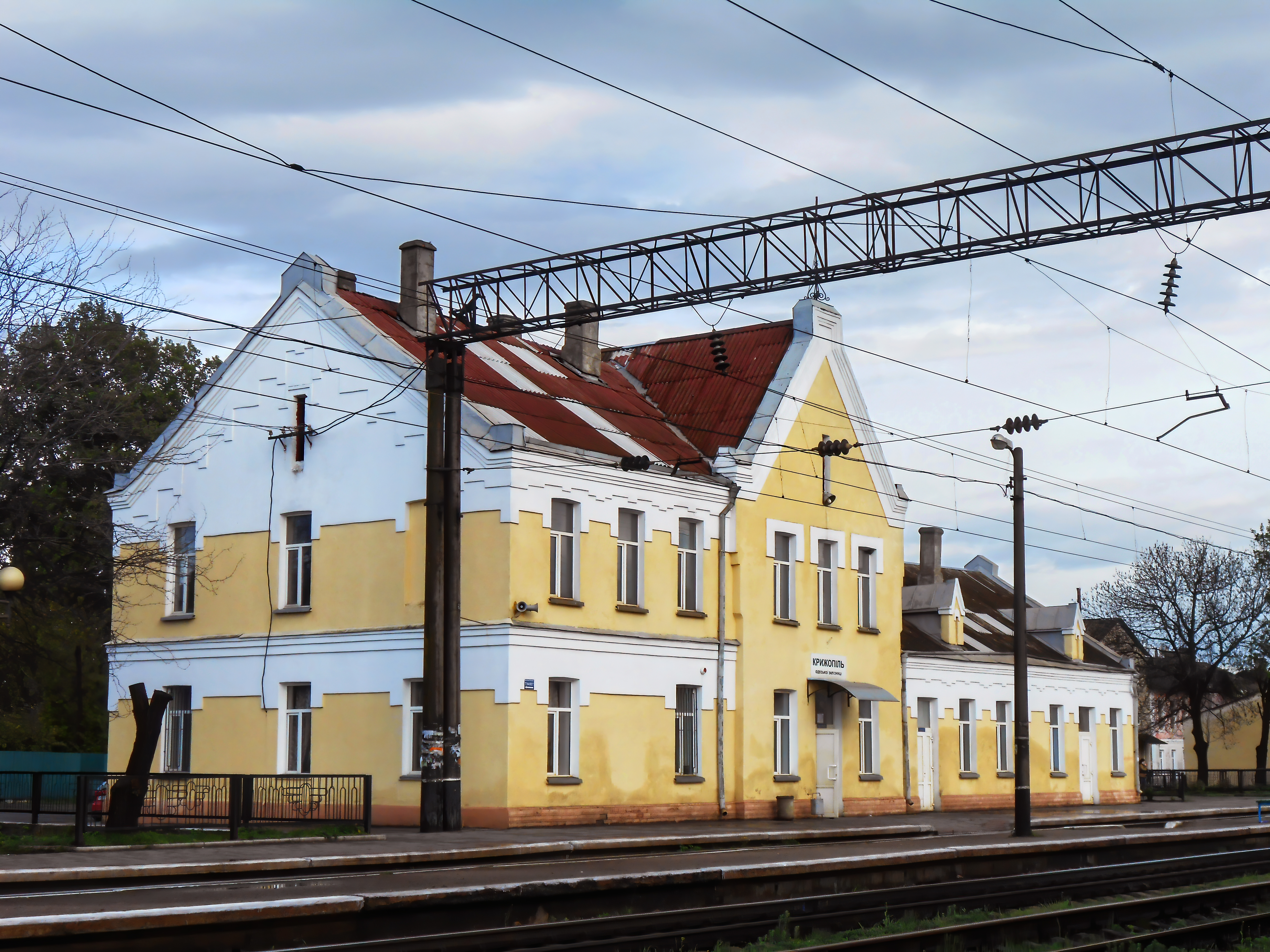
Железнодорожный вокзал

Возникновение населённого пункта и железнодорожной станции связано со строительством железной дороги Киев — Одесса, которое началось летом 1866 года. Своё название станция получила от села Крыжополь, расположенного в 17 км от посёлка. В этом селе существовал доминиканский монастырь (основан в 1690 году, снесён в 1832 году).
С момента создания и до 1923 года Крыжополь принадлежал к Чеботарской волости Ольгопольского уезда.
В августе 1870 года через станцию Крыжополь начался регулярный ход поездов. Станцию построили на земле помещика Рубчинского, который воспользовался этим для личного обогащения, спекулируя земельными участками. Вблизи неё возникло небольшое селение. Первыми его застройщиками стали рабочие железной дороги. Поселение со временем стало перевалочным торговым пунктом. Особенно много перевозили товаров из Крыжополя в Ямполь и Сорок. В 1880-х годах станция имела небольшое паровозное депо, которое в 1892 году ликвидировали, когда на соседней станции Вапнярка построили новое депо на 6 паровозов. В Крыжополе в 1892 году было 488 жителей и 71 двор, а через 12 лет — 690 человек и 123 двора. Быстрый рост объясняется тем, что Крыжополь стал важным пунктом отгрузки сахара-сырца. В 1896 году со станции отправили 582 тыс. пудов, а через два года — 1152 тыс. пудов грузов.
Во время Смуты 1905-07 годов 19 апреля 1905 года на станции антиправительственными группировками было разбросано три прокламации «К железнодорожным рабочим и служащим». На них стояли подписи: «линейные служащие», «киевские управленческие товарищи», «Российская социал-демократическая рабочая партия». 16 июня 1906 на станции антиправительственные партии устроили митинг, в котором приняли участие крестьяне окрестных сел и железнодорожники Крыжополя.
На станции Крыжополь, несмотря на её небольшой размер (около 1000 жителей), была собственная больница со стационарным отделением. Но эпидемия холеры, вспыхнувшая в 1908 году, заставила местные власти ускорить строительство новой более вместительной больницы на 20 коек вместо старой. Но все же на медицинское обслуживание тратили скромные средства. В 1912 году на содержание больницы (20 коек) отпустили 2 тыс. руб. Насколько незначительная эта сумма, видно из того, что она почти равна годовому заработку врача этой больницы — 1,5 тыс. руб. Тем не менее, врачебное дело в Крыжополе развивалось и перед Первой мировой войной больница уже обслуживала 20 тыс. окрестного населения.
Во время Первой мировой войны Крыжополь находился в прифронтовой полосе. В январе 1917 года полицейские власти арестовали и погнали рыть окопы за проявление антивоенных настроений работников телеграфа. В октябре солдаты расквартированного в Крыжополе 287-го пехотного полка собрались на митинг, чтобы заявить о своём нежелании идти на фронт.
В январе 1918 года здесь была установлена советская власть. В начале марта сюда ворвались австро-немецкие солдаты. После них власть в городе захватили петлюровцы.
В марте 1923 года Крыжополь стал центром района, в состав которого входили 13 сельсоветов. Электроэнергию для предприятий Крыжополя в 1930е годы производили 3 небольшие электростанции. Одна из них давала ток с 1923 года. Две другие электростанции вступили в строй в 1935 году. Перед войной здесь было 6 промартелей, которые занимались пошивом и ремонтом обуви, пошивом и покраской одежды, изготовлением плетёных изделий из лозы, мыла, безалкогольных напитков. В 1958 году в этих промартелей трудилось 363 человека. Только в артели «Красная работница», выпускавшей изделия из лозы и соломы, работало 105 рабочих. В поселке было 3 клуба, 3 библиотеки, работала школа.
В ходе Великой Отечественной войны 22 июля 1941 года Крыжополь был оккупирован немецко-румынскими войсками (и включён в состав Транснистрии), 17 марта 1944 года его освободили войска 2-го Украинского фронта.
В 1973 году здесь действовали комбинат хлебопродуктов, сыродельный завод, хлебный завод, фабрика бытовых изделий и откормочный совхоз.
В мае 1995 года Кабинет министров Украины утвердил решение о приватизации находившихся здесь АТП-10539, сахарного завода, ПМК № 109, райсельхозтехники и райсельхозхимии, в июле 1995 года было утверждено решение о приватизации сыродельного завода.
В октябре 1999 года было возбуждено дело о банкротстве находившегося здесь завода продовольственных товаров.

## Население
В январе 1989 года численность населения составляла 9884 человека.
По состоянию на 1 января 2024 года численность населения составляла 8258 человек.

### Языковой состав
Во время переписи 2001 года 98,32 % населения посёлка указали украинский язык родным, 1,39 % — русский, 0,29 % — другие языки.

## Транспорт
Железнодорожная станция Крыжополь (на линии Вапнярка — Рудница).

## Образование
В Крыжополе есть одно ПТУ, а также две школы: Крыжопольская СОШ I—III ступеней № 1 им. Бычковского О. А. и Крыжопольская СОШ I—III ступеней № 2.

## Персоналии
В посёлке родились:
- Беларский, Сидор;
- Тишецкий, Валентин Антонович;
- Шангин, Борис Григорьевич;
- Спектор, Шлема Ицькович.